# Fédération royale marocaine de football
La Fédération royale marocaine de football ou FRMF  (en arabe: الجامعة الملكية لكرة القدم) est une association regroupant les clubs de football du Maroc et organisant les compétitions nationales et les matchs internationaux de la sélection du Maroc.
La fédération nationale du Maroc est créée le 26 janvier 1957, elle a pris la place du Ligue du Maroc de Football Association (LMFA).
Elle est affiliée à la Fédération internationale de football association (FIFA) depuis 1960, et est membre de la Confédération africaine de football (CAF) depuis 1966.
Dirigée depuis 2014 par Fouzi Lekjaa, son budget en 2018 est de 826 millions de dirhams
Le territoire marocain est divisé en plusieurs ligues régionales de football sous l'autorité de la Fédération royale marocaine de football.
Elles constituent la 6e division dans le système du championnat marocain de football masculin et la 3e division chez les féminines.

## Présentation

### Statuts légaux
La FRMF est encadrée par deux grands textes juridiques
1. La loi n°30-09 sur l'éducation et le sport
2. Ses statuts légaux

La fédération est une association sportive reconnue d’utilité publique par décret N°2.15.948 du 15 décembre 2015.
Le budget est préparé par le Secrétaire Général, délibéré par le Comité Directeur et approuvé par l’Assemblée Générale. Le Président de la Fédération a l'obligation de transmettre au Ministère des Sports un rapport moral et financier annuellement.
Selon la loi n°30-09, un représentant de l’État marocain siège de droit au comité directeur de la fédération à titre consultatif.

### Histoire
Le 26 janvier 1957, la Fédération royale marocaine de football (FRMF) a pris la relève de la Ligue du Maroc de Football Association (LMFA), l'une des ligues qui formaient l'Union des Ligues Nord-Africaines (ULNAF) à l'époque du Protectorat français. La création de cette fédération s'est faite sous l'impulsion des membres de la Ligue du Maroc de Football Association (LMFA) : Mohamed Benjelloun Touimi, Boubker Lazrak, Ahmed Antifit, Mustapha Belhachmi, et des membres de la Ligue des équipes libres : My. Brahim Belhousein Tounsi, Mohamed El Yazidi, Omar Boucetta, Abdessalam Bennani et Sitel Issaoui.
Le 11 novembre 1956 s’est réuni un conseil national qui groupa tout ce que le football au Maroc comptait comme dirigeants compétents et de bonnes volontés pour l’approbation des statuts et des règlements généraux de la fédération, l’élection des membres du bureau fédéral, la désignation des présidents et des membres des commissions centrales et la répartition géographique des Ligues Régionales.
La nouvelle fédération enregistra pour sa première saison l'affiliation de 310 clubs groupant 6 087 licences qui étaient répartis en 7 Ligues à savoir : Chaouia – Gharb – Oriental – Sud – Sousse – Nord/Est et Nord.
La Coupe de l'Indépendance est la toute première compétition officielle organiser par la FRMF pour fêter l'indépendance du Maroc, et aussi pour choisir les meilleures équipes qui méritent de rejoindre l'élite en première division. Et c'est le Wydad AC qui a gagné ce titre, ce qui a fait de lui donner le code club n°1.

### Finances
Selon ses statuts, le Président de la fédération a l'obligation de transmettre au Ministère des Sports un rapport moral et financier annuellement.
Selon le journal Les Ecos, le budget de la FRMF en 2019 est de 826 millions de dirhams.
La grande majorité du budget (86%) est apporté par l’État via des établissements publics comme Bank Al-Maghrib, la CDG, l’OCP, l’ONMT et le Ministère de la Jeunesse et des sports. La SNRT apporte chaque année 100 millions de dirhams. Le secteur privé apporte relativement peu d'argent. Les supporters de football marocains n'ont mis dans les caisses que 24 millions de dirhams, soit seulement 2,9% du budget total.

### Réglementation financière
En septembre 2019, la fédération demande aux clubs de football marocains de se transformer en Société Anonymes Sportives (SAS) . Selon Aziz Talbi, chargé du contrôle de gestion de la fédération : 
À mon avis, le législateur a fait le bon choix. La meilleure forme juridique de bonne gouvernance c’est la société anonyme. (..)  La volonté en créant la société anonyme est de drainer les capitaux. Si on reste dans une forme familiale, on s’éloigne de l’objectif poursuivi. En plus, dans la société anonyme, il y a l’obligation d’avoir des commissaires aux comptes.
En 2022, la fédération interdit aux clubs qui n'ont pas une situation financière saine de participer au Mercato.
Les clubs doivent notamment prouver qu'ils peuvent payer le salaire des joueurs et ne sont pas surendettés .

### Organisation de compétitions
La FRMF organise plusieurs compétitions à caractère national :
| Compétitions de football masculin - Botola Pro1 (D1) - Botola Pro2 (D2) - National (D3) - Amateurs 1 (D4) - Amateurs 2 (D5) - Coupe du Trône - Championnat national des équipes d'espoirs - Championnat national des moins de 19 ans - Championnat national des moins de 17 ans - Championnat national des moins de 15 ans | Compétitions de football féminin - Championnat du Maroc féminin D1 - Championnat du Maroc féminin D2 - Coupe du Trône Féminine Compétitions de Futsal - Championnat du Maroc de Futsal - Coupe du trône de Futsal |

### Équipe nationale A
- Coupe du Monde FIFA
  - 6 participations : 1970, 1986, 1994, 1998, 2018 et 2022
  - Huitième de finale en 1986
  - Demi finale en 2022

- Coupe d'Afrique des Nations (1)
  -   Vainqueur : 1976
  -  Finaliste : 2004
  -  Troisième : 1980

- Tournoi Inter-Ligues de l'ULNAF (3)
  -  Vainqueur : 1947, 1948, 1949
  -  Finaliste : 1946, 1951

- Tournoi Hassan II
  -  Finaliste : 2000
  - Troisième : 1996, 1998

- Coupe LG :
  -  Finaliste : 1999
  -  Troisième : 2011, 2002, 2002

### Équipe nationale A' (locaux)
- Championnat d'Afrique des Nations (CHAN) (2)
  - Vainqueur : 2018, 2020
- Coupe Arabe des Nations (1)
  - Vainqueur : 2012
  - Troisième : 2002

### Équipe nationale de futsal
- Coupe du Monde FIFA
  - 4 participations : 2012, 2016, 2021, 2024
  - Quart-de-finaliste : 2021, 2024

- Coupe d'Afrique des Nations (3)
  -  Vainqueur : 2016, 2020, 2024
  -  Finaliste : 2000
  -  Troisième : 2004, 2008

- Championnat Arabe des Nations (3)
  -  Vainqueur : 2021, 2022, 2023
  -  Finaliste : 1998, 2005

- Tournoi Inter-Ligues de l'ULNA
  - Finaliste : 2005, 2010

- Coupe Méditerranéenne
  - 1 participation : 2010

#### Coupe des confédérations
- Champion :  2022

### Équipe nationale B
- Coupe du Monde u20
  - 3 participations : 1977, 1997, 2005
  - Quatrième en 2005
  - Huitième de finale en 1997

- Coupe d'Afrique u20  (1)
  - Vainqueur : 1997
  - Finaliste : 2025
  - Troisième : 1987

- Coupe Arabe u20 (2)
  - Vainqueur : 1989, 2011
  - Troisième : 1983

- Championnat d'amitié international (1)
  - Vainqueur : 2004

- Coupe d'Afrique u23 (1)
  - Finaliste : 2011
  - Vainqueur : 2023

- Coupe d'Afrique u17 (1)
  - Vainqueur : 2025
  - Finaliste : 2023

### Équipe nationale olympique
- Jeux Olympiques
  - 8 participations : 1964, 1972, 1984, 1992, 2000, 2004, 2012,2024
  - Médaille de bronze en 2024
- Jeux de la Francophonie (2) 
  - Vainqueur : 2001 et 2017
  - Finaliste : 1989 et 2013
- Jeux méditerranéens (2) :
  - Vainqueur : 1983 et 2013
- Jeux panarabes (2)
  - Vainqueur : 1961, 1976
  - Finaliste : 1985
- Championnat d'amitié international
  - Finaliste : 2003
- Tournoi de Toulon
  - Finaliste : 2015

### Équipe nationale féminine A
- Coupe du Monde de Football Féminine :
  - 1 participation : 2023
  - Huitième de Finaliste : 2023
- Coupe d'Afrique Féminine :
  - 4 participations : 1998, 2000, 2022 et 2024.
  -  Finaliste : 2022 et 2024.

- Tournoi féminin de l'UNAF :
  -  Vainqueur : 2020.

- Coupe Arabe Féminine : 
  -  Finaliste : 2006.

- Coupe Aisha Buhari :
  -  2e place : 2021.

### Équipe nationale féminine des -20 ans
- Coupe du monde :
  - 1 participation : 2024.

- Jeux africains :
  -  Médaille de bronze : 2019

- Tournoi féminin de l'UNAF :
  -  Vainqueur : 2019 et 2023.

### Équipe nationale féminine des -17 ans
- Coupe du monde :
  - 1 participation : 2022.

## Palmarès international des clubs marocains

### Compétitions majeures
Les équipes premières
- Ligue des champions de la CAF (7)
  - Wydad AC : 1992, 2017, 2021/22
  - Raja CA : 1989, 1997 et 1999
  - ASFA Rabat : 1985

- Coupe des coupes de la CAF (1)
  - Wydad AC : 2002

- Coupe de la confédération de la CAF (8)
  - RS Berkane : 2019/20, 2021/22, 2024/25
  - Raja CA : 2018, 2020/21
  - MAS de Fès : 2011
  - Fath US : 2010
  - ASFA Rabat : 2005

- Supercoupe de la CAF (5)
  - Raja CA : 2000 et 2019
  - RS Berkane : 2022
  - Wydad AC : 2018
  - MAS de Fès : 2012

- Coupe de la CAF (2)
  - Raja CA : 2003
  - KAC Marrakech : 1996

- Coupe des champions de l'UAFA (3)
  - Raja CA : 2005/06 , 2019/20
  - Wydad AC : 1989

- Coupe des coupes de l'UAFA (4)
  - Centrale Laitière AS : 1991, 1992, 1993
  - OC Khouribga : 1996

- Supercoupe de l'UAFA (1)
  - Wydad AC : 1990

- Ligue des champions de l'UNAF (9)
  - US Marocaine : 1932, 1933, 1934, 1942, 1952
  - Wydad AC : 1948, 1949, 1950
  - Raja CA : 2015

- Coupe des coupes de l'UNAF (9)
  - US Marocaine : 1946/47, 1952/53
  - SA Marrakech : 1938/39, 1941/42
  - SCC Mohammédia : 1972/73
  - RS Settat : 1969/70
  - Wydad AC : 1948/49
  - US Athlétique : 1947/48
  - OM Rabat : 1937/38

- Supercoupe de l'UNAF (6)
  - Wydad AC : 1948, 1949, 1950
  - US Marocaine : 1933, 1934, 1942

- Coupe afro-asiatique des clubs (2)
  - Raja CA : 1999
  - Wydad AC : 1993

- Internacional Copa Mohamed-V (1)
  - Wydad AC : 1978

Les équipes juniors
- Ligue des champions de l'UNAF (4)
  - Racing AC : 1952, 1953
  - Wydad AC : 1949
  - US Marocaine : 1947

Les équipes corporatifs
- Ligue des champions de l'UNAF (1)
  - Club Sportif d'Énergie Électrique : 1953

Les équipes féminines
- Ligue des champions de la CAF (1)
  - AS FAR : 2022

- Ligue des champions de l'UNAF (4)
  - AS FAR : 2021, 2024
  - SC Casablanca : 2023
  - FC Berrechid : 2006

## Marocains Ballons d'or d'Afrique
Les joueurs marocains qui ont remportés le Ballon d'or africain sont:
- 1986 : Badou Zaki (WAC)
- 1985 : Mohamed Timoumi (ASFAR)
- 1975 : Ahmed Faras (SCCM)

Les joueurs marocains qui ont remportés le prix du Joueur africain de l'année sont:
- 1998 : Mustapha Hadji (RDL)

## Présidents
| Rang | Nom                              | Période                         |
| ---- | -------------------------------- | ------------------------------- |
| 1    | Mohamed Lyazidi                  | 1957-1958                       |
| 2    | Omar Boucetta                    | 1958-1962                       |
| 3    | Driss Slaoui                     | 1962-1966                       |
| 4    | Majid Benjelloun                 | 1966-1969                       |
| 5    | Maâti Jorio                      | 1969-1970                       |
| 6    | Badreddine Snoussi               | 1970-1971                       |
| 7    | Arsalane Jadidi                  | 1971-1974                       |
| 8    | Othman Slimani                   | 1974-1978                       |
| 9    | Colonel Mehdi Belmejdoub         | 1978-1979                       |
| 10   | Fadoul Benzeroual                | 1979-1986                       |
| 11   | Colonel Driss Bamous             | 1986-1992                       |
| 12   | Colonel Major Houssaine Zemmouri | 1992-1995                       |
| 13   | Général Hosni Benslimane         | 1995-2009                       |
| 14   | Ali Fassi-Fihri                  | 2009-2013                       |
| 15   | Fouzi Lekjaa                     | depuis 2014 (reconduit en 2022) |

## L'équipement sportif
- Puma (entreprise)